# Mister Model International 2024
Mister Model International 2024  fue la 8.ª edición del certamen Mister Model International, correspondiente al año 2024, el cual se llevó a cabo el 11 de mayo de 2024 en la ciudad de Cartagena de Indias.  Candidatos de 23 países y territorios autónomos compitieron por el título. Al final del evento, Bryan Matos Mister Model International 2021 de Puerto Rico, entregó su título a Eduardo Horvath de Brasil como su sucesor.

## Resultados
| Posiciones                      | Concursante |
| ------------------------------- | --- |
| Mister Model International 2024 | - Brasil - Eduardo Horvath |
| Primer finalista                | - Colombia - Luis Colorado |
| Segundo finalista               | - España - Gerardo Sansegundo |
| Top 6                           | - Estados Unidos - Carlos Manuel Montenegro - México - Rafael Hernandez - Puerto Rico - Jermmy Abraham Otero |
| Top 16                          | - Bahamas - Vjaughn Ingraham - Costa Rica - José Santos - Ecuador - Sebastián Chacon - El Salvador - Josue Aguilar - Fernando de Noronha - Allan Nux - Honduras - Oscar Flores - Nicaragua - José Maria Soto - Perú - Luis Villalobos - República Dominicana - Luis Tejeda - Tailandia - Don Naruedon |

### Premios Especiales
| Título              | Candidato                            |
| ------------------- | ------------------------------------ |
| Mejor Cuerpo        | - Fernando de Noronha - Allan Nux    |
| Mejor Deportista    | - Perú - Luis Villalobos             |
| Mister Digital      | - Brasil - Eduardo Horvath           |
| Mister Amistad      | - Brasil - Eduardo Horvath           |
| Mister Elegancia    | - Tailandia - Don Naruedon           |
| Mejor Pasarela      | - Puerto Rico - Jermmy Abraham Otero |
| Mister Fotogénico   | - Letonia - Fjodors Koloss           |
| Mister Personalidad | - Bolivia - Dylan Ascaneo            |

## Candidatos
23 candidatos han sido confirmados para competir por el título de Mister Model International 2024: 
| País/Territorio      | Candidato                    | Continente |
| -------------------- | ---------------------------- | ---------- |
| Bahamas              | Vjaughn Ingraham             | Caribe     |
| Bolivia              | Dylan Ascaneo                | Americas   |
| Brasil               | Eduardo Horvath              | Americas   |
| Colombia             | Luis Colorado                | Americas   |
| Costa Rica           | José Santos                  | Americas   |
| Cuba                 | Ronny Diaz                   | Caribe     |
| Ecuador              | Sebastian Chacon Posada      | Americas   |
| El Salvador          | Josue Aguilar                | Americas   |
| España               | Gerardo Sansegundo Fernandez | Europa     |
| Estados Unidos       | Carlos Manuel Montenegro     | Americas   |
| Fernando de Noronha  | Allan Nux                    | Americas   |
| Honduras             | Oscar Flores                 | Americas   |
| Isla Saona           | Leuris Alexander Puello      | Caribe     |
| Letonia              | Fjodors Koloss               | Europa     |
| México               | Rafael Hernandez             | Americas   |
| Nicaragua            | José Maria Soto              | Americas   |
| Panamá               | Jorgineo Alexander Hooker    | Americas   |
| Perú                 | Luis Villalobos              | Americas   |
| Puerto Rico          | JermmyAbraham Otero          | Caribe     |
| República Dominicana | Luis Tejeda                  | Caribe     |
| Tailandia            | Don Naruedon                 | Asia       |
| Uruguay              | Brian Mendoza Romero         | Americas   |
| Venezuela            | Yosmar Gonzalez              | Americas   |